# Rankine-Wirbel

Geschwindigkeit des Rankine-Wirbels

Ein Rankine-Wirbel ist in der Fluiddynamik, einem Teilgebiet der Physik, ein mathematisches Modell für einen Wirbel in einem viskosen Fluid. Insbesondere ist dieser keine exakte Lösung der Navier-Stokes-Gleichungen. Beschrieben wurde der Rankine-Wirbel vom schottisch-britischen Physiker William John Macquorn Rankine. Ein ähnliches Modell mit einer glatten Geschwindigkeit ist der Kaufmann-Wirbel. Eine exakte Lösung ist der Hamel-Oseen-Wirbel.

## Beschreibung

Animation des Rankine-Wirbels

Im Außenbereich eines Wirbels fällt die Geschwindigkeit invers proportional zum Abstand ab. Dies kann jedoch aufgrund von Divergenz nicht bis zum Zentrum des Wirbels gelten. Stattdessen gibt es einen fließenden Übergang zu einer konstanten Winkelgeschwindigkeit, also der Rotation eines starren Körpers, mit einer Geschwindigkeit direkt proportional zum Abstand. Für den Rankine-Wirbel wird dieser Übergang durch eine scharfe Grenze modelliert, an welcher die beiden verschiedenen Funktionen stetig aneinander gehängt werden. Für kleinere Abstände {\displaystyle r} ergibt sich also genau {\displaystyle r/r_{0}^{2}} (mit der Größe {\displaystyle r_{0}} des Rankine-Wirbels) und für größere Abstände {\displaystyle r} ergibt sich genau {\displaystyle 1/r}. Explizit ist die Geschwindigkeit in azimuthale Richtung (in Zylinderkoordinaten) mit der Wirbelstärke {\displaystyle \Gamma } gegeben durch:
{\displaystyle v_{\rho }=0,\quad v_{\vartheta }(r)={\frac {\Gamma }{2\pi }}{\begin{cases}r/r_{0}^{2}&r\leq r_{0},\\1/r&r>r_{0}\end{cases}},\quad v_{z}=0.}